# Paweł Włodarczyk
Paweł Włodarczyk (ur. 1955 w Wieliczce) – polski działacz sportowy, przedsiębiorca.

## Życiorys
Od 1984 zasiadał w zarządzie Polskiego Związku Narciarskiego, w latach 1994–2006 przez trzy kadencje był prezesem tego związku. Dwukrotnie zasiadał też w zarządzie Polskiego Komitetu Olimpijskiego. Posiada uprawnienia sędziego FIS.
Konsul Honorowy Republiki Chorwacji w Krakowie.